# Пюхалепа (волость)
Пюхалепа (ест. Pühalepa vald) — волость в Естонії, у складі повіту Гіюмаа.

## Положення
Площа волості — 255 км², чисельність населення на 1 січня 2007 року становила 1711 осіб.
Адміністративний центр волості — село Темпа. До складу волості входять ще 46 сіл: Ала (Ala), Арукюла (Aruküla), Хагасте (Hagaste), Харйу (Harju), Хаусма (Hausma), Хелламаа (Hellamaa), Heltermaa, Hiiessaare, Hilleste, Kalgi, Kerema, Kukka, Kuri, Kõlunõmme, Leerimetsa, Linnumäe, Loja, Lõbembe, Lõpe, Määvli, Nõmba, Nõmme, Palade, Paluküla, Partsi, Pilpaküla, Prählamäe, Puliste, Pühalepa, Reikama, Sakla, Salinõmme, Sarve, Soonlepa, Suuremõisa, Suuresadama, Sääre, Tammela, Tareste, Tempa, Tubala, Undama, Vahtrepa, Valipe, Viilupi, Vilivalla, Värssu. У волості розташовані озера Вохіоя-Ярв та Хопі-Ярв.